# Hala MORiS w Chorzowie
Hala MORiS – hala widowiskowo-sportowa w Chorzowie, część Miejskiego Ośrodka Rekreacji i Sportu.
Hala została otwarta w 1982 roku. Początkowo należała do Huty Batory, w 1996 roku przejął ją Miejski Ośrodek Rekreacji i Sportu w Chorzowie. Podczas imprez sportowych pojemność hali wynosi 1100 widzów, a w czasie koncertów – 1500. Na obiekcie swoje spotkania rozgrywają m.in. futsaliści Clearexu Chorzów oraz piłkarki ręczne Ruchu Chorzów.